# Montauban de Luishon
Montauban-de-Luishon (francès Montauban-de-Luchon) és un municipi francès situat al departament de l'Alta Garona i a la regió d'Occitània.